# 규봉종밀
규봉종밀(圭峰宗密, 780~841)은 9세기 당나라 승려이다. 교종과 선종을 모두 공부하여, 어느 하나에 치우치지 말자는 교선일치를 주장하여 <선원제전집도서(禪源諸詮集都序)>를 저술했다.
교종으로는 화엄종 4조 청량징관을 계승하여 화엄종 5조가 되었고, 선종으로는 하택신회의 사상을 계승하여 하택종 7대조사가 되었다. 또한 법성종의 승려이기도 하다.
우리나라 불교에 미친 영향이 큰 승려이다. 고려시대 보조국사 지눌도 해석서를 저술했고, 승려교육 과정 중 사집과에 규봉종밀 관련 책이 2개나 교과목으로 들어가 있다.

## 생애
규봉종밀은 사천성(四川省) 과주(果州) 출신이다. 명문가 출신으로 어릴 때부터 과거시험을 위해 유학을 공부했다. 28세에 과거시험을 보러 가다가, 승려 수주도원(遂州道圓)의 법회에 참석하게 되었다. 수주도원의 법문에 감동을 받아 머리를 깎고는 807년 출가하여 구족계를 받았다.
승려가 되어 성도부(成都府)의 관리로 있는 임관(任灌)에 집에서 <원각경>을 받아 읽고는 크게 감격하여 눈물을 흘렸다. 스승인 수주도원에게 느낀 바를 이야기하자, 수주도원은 시골에 처박혀 있지 말고 떠나라고 했고, 규봉종밀은 뛰어난 스승을 찾아 전국을 유랑했다.
우선은 사천의 중심지인 성도(成都)에 있는 형남(荊南) 장(張)선사를 찾아가니 서울로 가라고 해서, 낙양으로 떠난다. 낙양에서 신조(神照, 776~838)선사를 만나 수행하여, 당나라 문종으로부터 자의(紫衣)와 대덕(大德)이라는 호를 받았고, 황벽희운의 재가 제자이기도 했던 재상 배휴의 귀으를 받기도 했다.
이때, 어떤 병든 스님이 주는 《화엄경소(華嚴經疏)》를 받았는데, 이는 화엄종의 4대 조사인 청량징관이 지은 책이었다. 규봉종밀은 청량징관의 강의를 듣지 않았음에도, 《화엄경소(華嚴經疏)》를 스스로 강의할 수 있었고, 이에 감동한 신자를 팔을 끊어 버릴 정도였다.
이후, 교종으로는 화엄종 4조 청량징관을 계승하여 화엄종 5조가 되었고, 선종으로는 하택신회의 사상을 계승하여 하택종 7대조사가 되었다.

## 저서

### <선원제전집도서>
규봉종밀은 교학자와 선학자가 다투는 것을 보고, 교선일치를 주장하기 위하여 <선원제전> 100권을 저술했다. 그러나 현재 <선원제전>은 사라졌고, 서문인 <선원제전집도서(都序)>만 남아있다. 여기 규봉종밀은 선을 5가지로 규정했다.
- 외도선(外道禪) : 잘못된 이론을 받아들여 하늘나라에 태어나는 것을 좋아하고 지옥을 싫어하면서 닦는
- 범부선(凡夫禪) : 인과를 바로 믿기는 하지만 역시 좋아하고 싫어하는 생각으로 닦는 선
- 소승선(小乘禪) : 나는 공하지만 법은 실재한다고 여기는[我空法有] 치우친 진리를 깨달아서 선을 닦는 선
- 대승선(大乘禪) : 나와 법 두 가지가 모두 공한 줄을[我空法空] 깨침으로 인해서 닦는 선
- 최상승선(最上乘禪) : 자기의 마음이 본래 청정하여 원래 번뇌가 없고, 번뇌가 없는 지혜의 성품이 본래 구족하며, 이 마음이 곧 부처여서 끝내 다름이 없음을 돈오하고서 이것에 입각해서 선을 닦는 선. 다른 말로 여래청정선, 일행삼매, 진여삼매이다.[13]

### 선종 계통 저술
《중화전심지선문사자승습도》는 재상 배휴가 규봉종밀이 죽자 그 유문을 모아 간행한 것이다. 그래서 《배휴습유문(裵休拾遺文)》이라고도 부른다.
고려시대 보조국사 지눌이 저술한 《법집별행록절요병입사기(法集別行錄節要並入私記)》가 《배휴습유문》의 해석서이다. 승려가 되기 위한 2번째 과정인 사집과의 교과목이 《선원제전집도서》와 《법집별행록절요병입사기》인 것을 보면, 규봉종밀이 우리나라 불교에 미친 영향은 크다고 볼 수 있다.

### <원각경> 관련 저술
원각경의 해석서인《원각경과문(圓覺經科文)》《원각경찬요(圓覺經纂要)》《원각경대소(圓覺經大疏)》《원각경대소초(圓覺經大疏鈔)》를 저술하였을 뿐만 아니라, 《원인론(原人論)》《선원제전집도서(禪源諸詮集都序)》《중화전심지선문사자승습도(中華傳心地禪門師資承襲圖)》등을 남겼다.
규봉종밀 선사는 원각경의 가장 권위 있는 주석가로 인정받는다. 규봉종밀(圭峰宗密)의 주석서가 최고로 손꼽힌다.

### <화엄경> 관련 저술
규봉종밀은 <화엄경원인론>에서 '본각묘심'을 긍정적으로 드러내는 경전을 최고의 경전으로 평가했다. 그래서 대승경전인 <화엄경>과 <원각경>을 가장 좋은 경전이라고 하였다. 반면에 <금강경>은 대승경전이기는 하지만, 부정적 말투가 많아 수준이 떨어지는 가르침이라고 평가했다.
이처럼 규봉종밀은 '본각묘심'을 중시했기에, 이를 긍정적으로 드러냈던 하택신회의 하택종을 계승한 것이다. 그리고 마조도일은 '본각묘심'을 부정적으로 드러내어 수준이 떨어진다고 비판했다.

## 한국선에 미친 영향
오늘날 한국선에 영향을 준 중국의 2대 종장을 들라면 간화선을 창시한 12세기 대혜종고와 9세기 규봉종밀이다. 종밀의 《선원제전집도서》는 조선시대에 가장 많이 간행된 서적이지만, 중국에는 주석서가 하나도 없다. 조선시대에 많은 선사들이 《선원제전집도서》에 대한 주석서를 썼다.

## 게송
인연이란 허깨비나 꿈과 같으니
무엇이 끝이며 무엇이 시작이랴
이것이 바로 중생의 근원이니
이것을 알아야 생사를 벗어나리

## 같이 보기
- 돈오점수
- 하택종(荷澤宗) en:Heze school

| 전임 청량징관 | 제5대 중국 화엄종의 조사 780년 ~ 841년 |  |